# Lizzanello
Lizzanello község (comune) Olaszország Puglia régiójában, Lecce megyében.

## Fekvése
Lecce városától délkeletre, a Salento területén fekszik.

## Története
Első említése a 13. századból származik, amikor a Leccei Grófsághoz tartozott. 

## Népessége
A népesség számának alakulása:

## Főbb látnivalói
- San Lorenzo Nuovo - a város legjelentősebb temploma a 18. században épült. Ma látható neoklasszicista alakját a 19. század során nyerte el.
- Palazzo Paladini - 15. századi nemesi palota, amelyet szintén átépítettek neoklasszicista stílusban a 19. század során.
- San Lorenzo Vecchio - a templom eredete a 11. századra tehető és valószínűleg egy még korábbi templom helyén épült fel. Ma csak romjai láthatók.